# Epilobium nutans
Epilobium nutans är en dunörtsväxtart som beskrevs av Franz Wilibald Schmidt. Epilobium nutans ingår i släktet dunörter, och familjen dunörtsväxter. Inga underarter finns listade i Catalogue of Life.